# Кукуштанское сельское поселение
Кукуштанское се́льское поселе́ние — упразднённое муниципальное образование в Пермском районе Пермского края Российской Федерации.
Административный центр — посёлок Кукуштан.

## История
Образовано в 2004 году.
В 2008 году в Кукуштанское сельское поселение включено упразднённое Курашимское сельское поселение.
Кукуштанское сельское поселение упразднено в 2022 году в связи с преобразованием Пермского муниципального района со всеми входившими в его состав сельскими поселениями в Пермский муниципальный округ.

## Население
| 2010  | 2012  | 2013  | 2014  | 2015  | 2016  | 2017  |
| ----- | ----- | ----- | ----- | ----- | ----- | ----- |
| 9041  | ↘8956 | ↗9043 | ↗9160 | ↘9071 | ↘8931 | ↘8784 |
| 2018  | 2019  | 2020  | 2021  |       |       |       |
| ↘8738 | ↘8675 | ↘8647 | ↘8621 |       |       |       |

## Населённые пункты
В состав сельского поселения входили 5 населённых пунктов.
| № | Населённый пункт | Тип населённого пункта | Население |
| - | ---------------- | ---------------------- | --------- |
| 1 | Байболовка       | деревня                | 808       |
| 2 | Зайково          | деревня                | 47        |
| 3 | Кукуштан         | посёлок                | ↘5539     |
| 4 | Курашим          | село                   | ↘2202     |
| 5 | Рассолино        | деревня                | 23        |